# Triaenodes apicomaculatus
Triaenodes apicomaculatus är en nattsländeart som beskrevs av Wolfram Mey 1990. Triaenodes apicomaculatus ingår i släktet Triaenodes och familjen långhornssländor. Inga underarter finns listade i Catalogue of Life.